# Complici (Enrico Nigiotti e Gianna Nannini)
Complici è un singolo dei cantautori italiani Enrico Nigiotti e Gianna Nannini, pubblicato il 24 agosto 2018 come secondo estratto dal terzo album in studio di Enrico Nigiotti Cenerentola.

## Descrizione
Nel brano Enrico Nigiotti canta le due strofe e Gianna Nannini la parte del ritornello.

## Tracce
Download digitale
1. Complici – 3:23

## Video musicale
Il videoclip è stato diretto da Gaetano Morbioli.